# Droga wojewódzka nr 790
Droga wojewódzka nr 790 – droga wojewódzka we wschodniej części woj. śląskiego łącząca Dąbrowę Górniczą przez Ogrodzieniec z Pilicą. Droga przebiega przez powiat grodzki Dąbrowa Górnicza oraz powiat zawierciański, a na jego obszarze przez gminy: Łazy, Ogrodzieniec, Pilica.

## Miejscowości leżące przy trasie 790
- Dąbrowa Górnicza
- Niegowonice
- Ogrodzieniec
- Mitręga
- Pilica